# 伊爾巴赫河
49°34′21.69″N 10°22′30.90″E / 49.5726917°N 10.3752500°E
伊爾巴赫河（德語：Irrbach），是德國的河流，位於該國東南部，由巴伐利亞負責管轄，屬於埃厄河的左支流，河道全長5.2公里，發源自馬克特諾德海姆，河口處在蘇根海姆。